# Dukes megye
Dukes megye (angolul Dukes County) az Amerikai Egyesült Államokban, azon belül Massachusetts államban található. A megyét az Atlanti-óceánban fekvő Martha’s Vineyard-sziget, az Erzsébet-szigetek (Elisabeth Islands) és néhány apró sziget alkotja. Megyeszékhelye és legnagyobb városa Edgartown. Lakosainak száma 20 600 fő (2020. április 1.). Dukes megye Barnstable, Plymouth, Bristol és Nantucket megyékkel határos.

## Népesség
A megye népességének változása:
| Lakosok száma | 16 553 | 16 679 | 16 834 | 17 256 | 17 299 | 20 600 |
|               | 2010   | 2011   | 2012   | 2013   | 2015   | 2020   |